# 鄂西对囊蕨
鄂西对囊蕨（学名：Deparia henryi）也称鄂西介蕨，为蹄盖蕨科对囊蕨属下的一个种。